# Eugen II.
Eugen II. († 27. August 827) war von Mai 824 bis zu seinem Tode Papst.

## Pontifikat
Im Interesse der seit Stephan IV. guten Beziehungen zwischen Papst und Kaiser zeigte Eugen II. seine Wahl unverzüglich Kaiser Ludwig dem Frommen an, der ihn auch sofort bestätigte und seinen ältesten Sohn, Lothar I., nach Italien sandte, um Eugen II. in dessen Auseinandersetzungen mit der römischen Bevölkerung beizustehen.
Hierdurch kam es zur Constitutio Romana vom 11. November 824, die die kaiserliche Oberhoheit über Rom, den Kirchenstaat und die Kurie sicherte und u. a. bestimmte, dass die Papstwahl nur von dem Klerus und dem Adel vorgenommen werden solle und der neugewählte Papst vor seiner Weihe dem Kaiser den Treueid zu leisten habe. Der Konflikt zwischen Papst Eugen und der Stadt Rom hatte somit zu einer nicht unerheblichen Reduzierung der Papst Paschalis I. gewährten Privilegien geführt.
Im Gegenzug ließ Ludwig der Fromme dem Papst in innerkirchlichen Fragen freie Hand, insbesondere insoweit Eugen II. an der bilderfreundlichen Haltung seiner Vorgänger festhielt und sich damit in einem zu jener Zeit bedeutsamen Konflikt in Widerspruch auch zu einem großen Teil der Kirche setzte. Dass der Papst gewillt war, die Reformbestrebungen Karls des Großen fortzusetzen, zeigte sich im Herbst 826 auf der von 62 Bischöfen aus allen Teilen Italiens besuchten Synode in Rom, die Maßnahmen zur Hebung der Kirchenzucht und der Klerikerbildung beschloss.